# Час у Франції
| синій       | Західноєвропейський час (WET, GMT) (UTC+0) Західноєвропейський літній час (WEST, BST, IST) (UTC+1) |
| фіолетовий  | Західноєвропейський час (WET, GMT) (UTC+0)                                                         |
| червоний    | Центральноєвропейський час (CET) (UTC+1) Центральноєвропейський літній час (CEST) (UTC+2)          |
| жовтий      | Східноєвропейський час (EET) / Калінінградський час (UTC+2)                                        |
| буро-жовтий | Східноєвропейський час (EET) (UTC+2) Східноєвропейський літній час (EEST)(UTC+3)                   |
| зелений     | Далекосхідноєвропейський час (FET)/Московський час (MSK) (UTC+3)                                   |

Франція використовує час UTC+1 з переходом щороку на літній час UTC+2 у період останньої неділі березня до останньої неділі жовтня. Заморські території Франції використовують час, що відповідає їх географічному розташуванню.

## Розташування території Франції відносно міжнародної системи часових поясів
Крайні точки території французької метрополії, що визначають відлік часу, є такі:
- західна 5°08' W
- східна 9°33' E

Виходячи з цього, географічно виправданим часом на території Франції є час UTC+0, оскільки майже вся європейська територія країни, за винятком крайнього її сходу, належить до нульового часового поясу. Однак на практиці Франція використовує час, зрушений на годину вперед від географічного — UTC+1 (або CET). Літній час при цьому випереджає географічний на дві години.

## Стандартний та літній час за територіями
| Території                                                     | Географічний часовий пояс | Стандартний час | Літній час          |
| заморська спільнота Волліс і Футуна                           | 12                        | UTC+12          | не використовується |
| Нова Каледонія                                                | 11                        | UTC+11          | не використовується |
| ФПАТ (архіпелаг Кергелен, остріви Амстердам і Сен-Поль)       | 5                         | UTC+5           | не використовується |
| заморський регіон Реюньйон                                    | 4                         | UTC+4           | не використовується |
| ФПАТ (острови Крозе)                                          | 4                         | UTC+4           | не використовується |
| заморський регіон Майотта                                     | 3                         | UTC+3           | не використовується |
| ФПАТ (острови Епарсе)                                         | 3                         | UTC+3           | не використовується |
| Франція (метрополія - 22 регіони)                             | 24                        | UTC+1           | UTC+2               |
| заморська спільнота Сен-П'єр і Мікелон                        | 20                        | UTC-3           | UTC-2               |
| заморський регіон Гвіана                                      | 20                        | UTC-3           | не використовується |
| заморська спільнота Сен-Бартелемі                             | 20                        | UTC-4           | не використовується |
| заморська спільнота Сен-Мартен                                | 20                        | UTC-4           | не використовується |
| заморський регіон Гваделупа                                   | 20                        | UTC-4           | не використовується |
| заморський регіон Мартиніка                                   | 20                        | UTC-4           | не використовується |
| Кліппертон                                                    | 17                        | UTC-8           | не використовується |
| заморська спільнота Французька Полінезія (Острови Туамоту)    | 15                        | UTC-9           | не використовується |
| заморська спільнота Французька Полінезія (Маркізькі острови)  | 15                        | UTC-9:30        | не використовується |
| заморська спільнота Французька Полінезія (Острови Товариства) | 14                        | UTC-10          | не використовується |
| ------------------------------------------------------------- | ------------------------- | --------------- | ------------------- |

## Літній час
Як видно з таблиці, літній час використовується лише у європейській частині Франції та у заморській спільноті Сен-П'єр і Мікелон.
Європейська частина — метрополія Франції — має уніфікований з рештою країн Європи порядок обчислення часу — стрілка годинника переводиться щороку останньої неділі березня о 01:00 UTC на годину вперед (02:00 CET → 03:00 CEST) та останньої неділі жовтня о 01:00 UTC на годину назад (03:00 CEST → 02:00 CET).
На островах Сен-П'єр і Мікелон порядок обчислення часу узгоджений з країнами Північної Америки — стрілка годинника переводиться щороку другої неділі березня о 02:00 стандартного часу на годину вперед (02:00 PMST → 03:00 PMDT) та першої неділі листопада о 02:00 літнього часу на годину назад (02:00 PMDT → 01:00 PMST).
| Прапор Франції | Це незавершена стаття про Францію. Ви можете допомогти проєкту, виправивши або дописавши її. |